# Слесарев, Николай Ильич
Николай Ильич Сле́сарев (6 (или 25) декабря 1912, Самара, Российская империя — 10 ноября 1986 (или 1 ноября 1982), Омск, СССР) — советский актёр театра и кино, мастер эпизода; заслуженный артист РСФСР (1968). Участник Великой Отечественной войны.

## Биография
Родился 6 декабря 1912 года в Самаре. Лишился родителей в 1921 году, когда в Поволжье свирепствовал голод. Окончил школу и педагогический техникум. Работал преподавателем в деревенской школе, после возвращения в Самару работал рабочим на местном оборонном предприятии – Заводе имени А. А. Масленникова. Играл в заводском клубе.
В 1935 году окончил студию при Куйбышевском ТРАМе — Театре рабочей молодёжи, где в то время работали многие прославленные в будущем актёры В. В. Меркурьев, Р. Н. Симонов, Ю. В. Толубеев. Однокурсником был Е. А. Лебедев.
С 1936 года — в Куйбышевском театре драмы имени 20-летия ВЛКСМ, выросшем из драматического кружка Куйбышевского завода им. А. А. Масленникова, затем в Читинском областном драматическом театре.
В 1941—1944 годах — участник Великой Отечественной войны, служил в пехоте, под Сталинградом был тяжело ранен, лежал в госпитале в Молотове, был демобилизован.
В 1944—1946 годах — работал актёром в Читинском областном драматическом театре.
В 1946—1986 годах — актёр Омского академического театра драмы, где играл в основном роли второго плана — остро, выразительно, достоверно.
Умер 10 ноября 1986 года (на надгробии указано 1 ноября 1982). Похоронен на Ново-Южном кладбище города Омска (аллея 28).

## Награды и звания
Медаль «За боевые заслуги»
Медаль «За оборону Сталинграда»
Медаль «За победу над Германией»
Заслуженный артист РСФСР (1968)

## Театральные работы
Омский академический театр драмы
- Терновский («Гроссмейстерский балл», И. Штемлер)
- Апанасенко, радист («За тех, кто в море», Б. Лавренёв)
- Тарабаров («В Лебяжьем», Дм. Девятов)
- Доктор Райсер («Доктор», Б. Нушич)
- Пётр («Власть тьмы», Л. Толстой)
- Шут («Король Лир», В. Шекспир)
- Старик («Тайная война», В. Михайлов, Л. Самойлов)
- Незнакомец («Легенда о любви», Н. Хикмет)
- Вожак анархистов («Оптимистическая трагедия», В. Вишневский)
- Михаил Иванович Костылев («На дне»,  М. Горький)
- Лакей Карл («Лес», А. Островский)
- Кесслер («Русский вопрос», К. Симонов)
- Бом, клоун («Последнее интервью Карлоса Бланко», Г. Боровик)
- Хуттартэм («Добежать, отдышаться...», Е. Чебалин)
- Фермер («Любовь под вязами», Ю. О`Нил)
- дед Гордей («Деньги для Марии», В. Распутин)
- Ревизор («Мы, нижеподписавшиеся», А. Гельман)
- Глеб Меркулыч («Правда хорошо, а счастье лучше», А. Островский)
- Егерь («Белоснежка и семь гномов», Л. Устинов, О. Табаков)
- Гаврила («Село Степанчиково и его обитатели», Ф. Достоевский)
- Старик («Солёная Падь», С. Залыгин)
- Гость («Нашествие», Л. Леонов)
- Кондаков, ст. лейтенант пограничных войск Микулов, председатель завкома («Дом, который приносит счастье», А. Данилов, В. Иокар)
- Фёдор Петрович Олешунин, молодой человек, среднего состояния («Красавец мужчина», А.Островский)
- Татищев («Смерть Иоанна Грозного», А. Толстой)
- Пухов («Человек со стороны», И. Дворецкий)
- Зубарев, помещик, сосед Ашметьевых («Дикарка», А. Островский, Н. Соловьев)
- Царь Дахтингур Грозный («Сказка о храбром Кикиле», Г. Нахуцришвили, В. Гамрекели)
- Чернявый («Энергичные люди», В. Шукшин)
- Старик («Василиса Прекрасная», О. Нечаева, Г. Владычина)
- Прокофий («Ясная Поляна», Д. Орлов)
- Еремеев («Прошлым летом в Чулимске», А. Вампилов)
- Почтенный старец («Мсье Топаз», М. Паньоль)
- могильщик («Гамлет», В. Шекспир)
- Евфроний («Антоний и Клеопатра», В. Шекспир)
- Беднов; милиционер («Всего три дня», Н. Анкилов)
- Мещанин («Преступление и наказание», Ф. Достоевский)
- Антип («Беседы при ясной луне», В. Шукшин)

## Фильмография
- 1968 — Хозяин тайги — эпизод (нет в титрах)
- 1979 — Место встречи изменить нельзя — Фёдор Петрович Липатников, сосед Груздевых